# Saint-André-d'Hébertot
Saint-André-d'Hébertot là một thị trấn của Pháp nằm trong département Calvados và vùng Normandie (49°18′50″B 00°16′49″Đ / 49,31389°B 0,28028°Đ).

## Dân số
| 1962                                                            | 1968 | 1975 | 1982 | 1990 | 1999 |
| --------------------------------------------------------------- | ---- | ---- | ---- | ---- | ---- |
| 330                                                             | 301  | 257  | 244  | 292  | 390  |
| Nombre retenu à partir de 1962: Population sans doubles comptes |      |      |      |      |      |